# Furah
Furah (in arabo: فُرح) è una città costierea sull'isola di Kamaran, nelloYemen.